# خوسيه سواريز كارينيو
خوسيه سواريز كارينيو (بالإسبانية: José Suárez Carreño)‏ هو كاتب إسباني ومكسيكي، ولد في 1915 في غوادالوبي، نويفو ليون في المكسيك، وتوفي في 2002 في مدريد في إسبانيا.

## وصلات خارجية
- خوسيه سواريز كارينيو على موقع IMDb (الإنجليزية)